# Heteronucia granulata
Heteronucia granulata is een krabbensoort uit de familie van de Leucosiidae. De wetenschappelijke naam van de soort is voor het eerst geldig gepubliceerd in 2005 door Komatsu & Takeda.